# Xidi

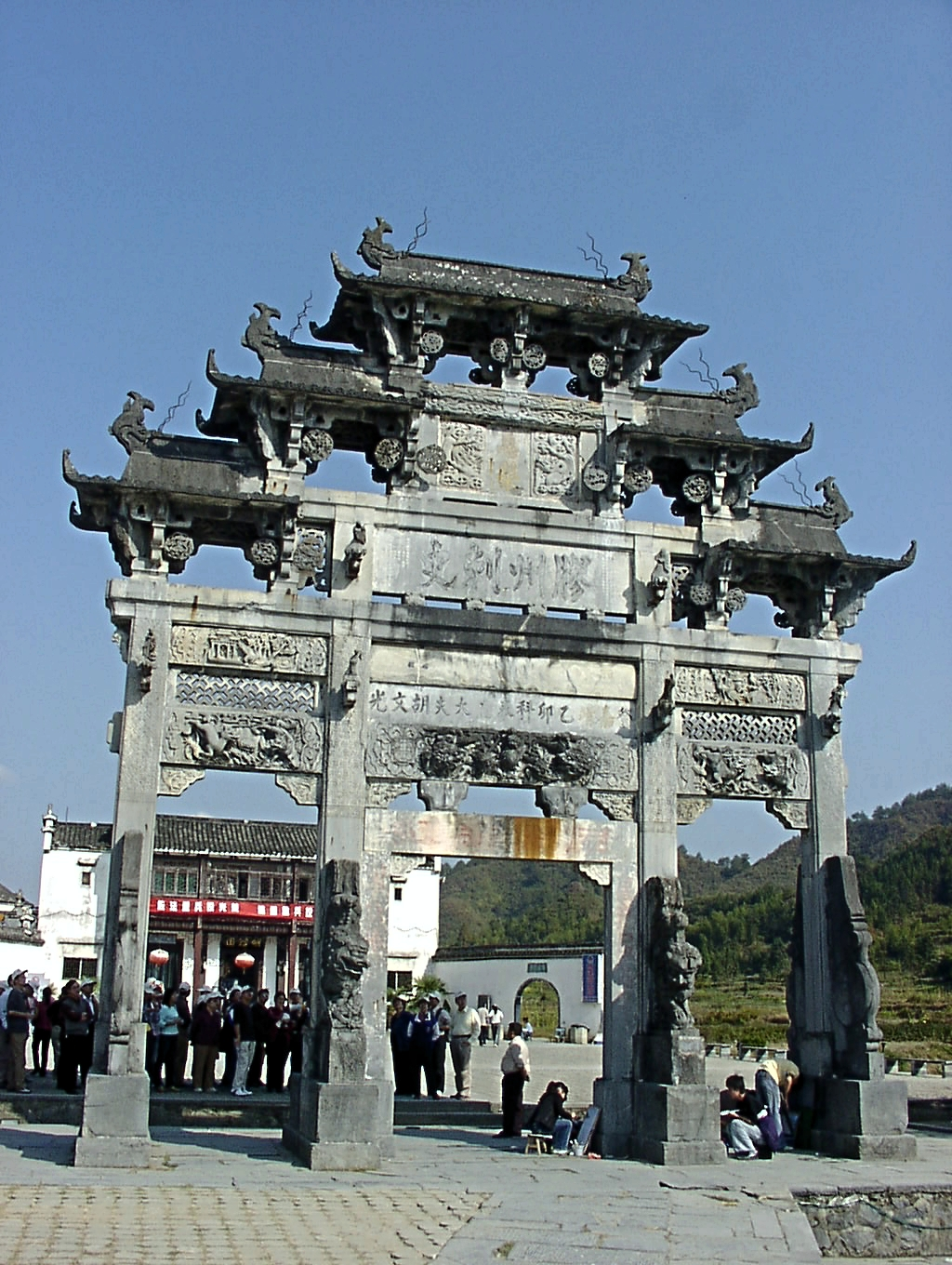
Porte à l'entrée de Xidi

Xidi (西递 ; pinyin : Xīdì ; littéralement : Relais de l'Ouest), est un village du sud de la province chinoise de l'Anhui. Conjointement avec le village de Hongcun, il a été inscrit en 2000 sur la liste du patrimoine mondial de l'UNESCO, sous la dénomination « anciens villages du sud du Anhui ».
Le village, d'abord dénommé Xichuan (Rivière de l'Ouest) en raison des cours d'eau qui le traversent, acquit sa prospérité grâce à la famille Hu, qui s'y installa en 1047. En 1465, cette famille se lança dans une activité de négoce dont la réussite permit une augmentation rapide de la population, ainsi que la construction d'importants bâtiments privés et publics, comme les ponts Huiyuan et Gulai. À partir du milieu du XVIIe siècle, l'influence exercée par les membres de la famille Hu s'étendit du commerce à la politique. La prospérité de Xidi atteignit son point culminant aux XVIIIe et XIXe siècles, avec plus de 600 résidences, puis commença à décliner vers la fin de la dynastie Qing, lorsque se désintégra le système féodal.
Le village, situé dans un environnement montagneux (massif du Huangshan), reçoit trois cours d'eau provenant du nord et de l'est (le cours du Devant, le cours du Derrière et le cours Doré), qui se rejoignent au pont Huiyuan situé au sud du village. Une rue principale et deux rues parallèles, reliées par des allées étroites, le traversent d'est en ouest. De petits espaces ouverts donnent accès aux principaux bâtiments publics, tels la Demeure du Respect, la Demeure la Réminiscence et le Porche Mémorial du Gouverneur.
Les nombreuses résidences construites sous les dynasties Ming et Qing sont remarquables par leur architecture, constituée d'une structure de bois et de murs de briques, et leurs magnifiques décorations sculptées. La plupart d’entre elles ont été bâties le long d'un des trois cours d’eau qui traversent le village. Plusieurs siècles après leur construction par de fins lettrés à l'apogée de leur puissance, on trouve encore, vivant dans ces maisons, des descendants de la même famille, du même clan, devenus paysans.

## Tourisme
Le village obtient en 2021 le label Meilleurs villages touristiques de l'Organisation mondiale du tourisme.